# Брукв'ю (Меріленд)
Брукв'ю (англ. Brookview) — місто (англ. town) в США, в окрузі Дорчестер штату Меріленд. Населення — 48 осіб (2020).

## Географія
Брукв'ю розташований за координатами 38°34′26″ пн. ш. 75°47′35″ зх. д. / 38.57389° пн. ш. 75.79306° зх. д. (38.574011, -75.792963).  За даними Бюро перепису населення США в 2010 році місто мало площу 0,11 км², уся площа — суходіл.

## Демографія
Згідно з переписом 2010 року, у місті мешкало 60 осіб у 23 домогосподарствах у складі 15 родин. Густота населення становила 535 осіб/км².  Було 31 помешкання (276/км²).
Расовий склад населення:
| - 93,3 % — білих - 6,7 % — чорних або афроамериканців |

До двох чи більше рас належало 0,0 %. Частка іспаномовних становила 11,7 % від усіх жителів.
За віковим діапазоном населення розподілялося таким чином: 16,7 % — особи молодші 18 років, 58,3 % — особи у віці 18—64 років, 25,0 % — особи у віці 65 років та старші. Медіана віку мешканця становила 42,0 року. На 100 осіб жіночої статі у місті припадало 140,0 чоловіків;  на 100 жінок у віці від 18 років та старших — 127,3 чоловіків також старших 18 років.
Середній дохід на одне домашнє господарство  становив 60 047 доларів США (медіана — 56 250), а середній дохід на одну сім'ю — 53 538 доларів (медіана — 51 250). За межею бідності перебувало 16,7 % осіб, у тому числі 50,0 % дітей у віці до 18 років та 0,0 % осіб у віці 65 років та старших.
Цивільне працевлаштоване населення становило 18 осіб. Основні галузі зайнятості: роздрібна торгівля — 22,2 %, виробництво — 22,2 %, освіта, охорона здоров'я та соціальна допомога — 22,2 %.